# Jürgen Maurer
Jürgen Willibald Maurer (* 17. Februar 1952 in Schwarzenholz; † 1. September 2021) war mehr als 30 Jahre Beamter und von Februar 2010 bis März 2013 Vizepräsident beim deutschen Bundeskriminalamt (BKA).

## Ausbildung
Nach der Ausbildung zum Bankkaufmann und der Ableistung des Wehrdienstes bei der Falschirmjägermörserkompanie 260 in Lebach/Saar studierte Jürgen Maurer Betriebswirtschaft an der Fachhochschule Mainz (1973–1976, Diplom-Betriebswirt-FH) und Soziologie an der Johann Wolfgang Goethe-Universität Frankfurt am Main (1976–1980, Diplom-Soziologe). Von 1981 bis 1983 absolvierte er die Ausbildung zum höheren Polizeivollzugsdienst, unter anderem an der damaligen Polizei-Führungsakademie (heute Deutsche Hochschule der Polizei) in Münster-Hiltrup.

## Beruflicher Werdegang
Maurer nahm eine Vielzahl von Leitungsfunktionen im Bundeskriminalamt wahr: Referent, Referats- und Gruppenleiter in den Bereichen Falschgeldkriminalität, Verdeckte Ermittlungen, Wirtschaftskriminalität und Organisierte Kriminalität. 1990 verbrachte er drei Monate als Verbindungsbeamter im FBI-Hauptquartier in Washington, D.C. und in verschiedenen Field-Offices. Von 1997 bis 2000 war er als Verbindungsbeamter für die deutsche Polizei an die Deutsche Botschaft Washington, D.C. entsandt und arbeitete eng mit US-amerikanischen und kanadischen Strafverfolgungsbehörden zusammen. Von 2002 bis 2005 leitete Maurer als Abteilungspräsident die Abteilung Polizeilicher Staatsschutz (ST) in Meckenheim und von 2005 bis 2010 als Direktor beim Bundeskriminalamt die Abteilung Schwere und Organisierte Kriminalität (SO) in Wiesbaden.
Während dieser Zeit hatte er den Vorsitz in der Kommission Staatsschutz (KST), der Kommission Organisierte Kriminalität (KOK) und der Kommission Verbrechensbekämpfung (KKB) der Arbeitsgemeinschaft Kriminalpolizei (AG Kripo), einem kriminalpolizeilichen deutschen Bund-Länder-Koordinierungsgremium.
Am 1. Februar 2010 wurde Maurer als Nachfolger von Bernhard Falk zum Vizepräsidenten beim Bundeskriminalamt ernannt. Er schied zum 31. März 2013 aus Altersgründen aus diesem Amt aus. Sein Nachfolger wurde Peter Henzler.

## Positionen
Am 20. Februar 2013 hielt Jürgen Maurer eine Rede auf dem 16. Europäischen Polizeikongress und ergänzte sein Redemanuskript um folgenden Satz:
»Wer im Internet ist, hat den Privatraum verlassen und befindet sich quasi im öffentlichen Raum.«
Bei der Bekämpfung von Kindesmissbrauch setzte Maurer auf Internetsperren.

## Tod
Anfang September 2021 verstarb Jürgen Maurer im Alter von 69 Jahren.